# Edoardo Tiretta
Edoardo Tiretta (* 20. August 1731 in Trebaseleghe; † 15. März 1809 in Treviso), in der englischen Literatur auch Edward, war ein italienischer Mathematiker und Architekt, der von 1759 bis 1804 zunächst im holländischen Indonesien, dann im britischen Bengalen lebte und erst gegen Ende seines Lebens in seine Heimatstadt Treviso zurückkehrte.

## Leben

### Herkunft und Familie
Tiretta stammte aus einem kleinen Paduaner Ort nahe Treviso und Venedig, wo er nicht, wie man glaubte, am 13. August 1734 zur Welt kam, sondern, wie die Register des Staatsarchivs Treviso erweisen, am 20. August 1731. Er entstammte einer seit der Zeit um 1300 adligen Familie, der es gelang, später in den Adel der Republik Venedig aufgenommen zu werden, die über umfangreichen Landbesitz und einen Palast verfügte, nämlich den Palazzo Tiretta-Agostini in Cusignana-Giavera del Montello.
Edoardo Tiretta erhielt eine Ausbildung als Mathematiker und Architekt. Aufgewachsen ist er in Treviso, seine Eltern waren Gerardo Tiretta und Silvia Prataie, die in der Trevisaner Domgemeinde ansässig waren. Sie besaßen dort den ehemaligen, aus dem 16. Jahrhundert stammenden Palazzo Sugana-Tiretta-della Rovere an der heutigen Piazza della Vittoria, der beim Luftangriff vom 7. April 1944 vollständig zerstört wurde. Edoardos Vater starb bereits 1752.

### Flucht nach Paris, Protektion durch Casanova
Edoardo Tiretta musste wegen der Unterschlagung von Geldern des Leihhauses, des Monte di Pietà, die er sich nach eigener Aussage nur ausgeliehen hatte – seine Kumpane gingen straffrei aus, weil sie den Verlust ersetzen konnten, er jedoch nicht –, seine Heimatstadt fluchtartig verlassen und nahm Aufenthalt in Paris.
Im März 1757 machte Tiretta, zu dieser Zeit ohne Mittel, die Bekanntschaft des rund sechs Jahre älteren Giacomo Casanova, der ihn unterstützte und die nötigen Kontakte vermittelte, zumal Tirettas Französisch kaum zu verstehen war. Casanova musste sich, was er besonders ausführlich schildert, zu seinen Gunsten einsetzen, weil Tiretta während der Hinrichtung des Attentäters auf den französischen König Ludwig XV., auf einer Fensterbank mit Blick auf die Folterszene, mit einer „Madame XXX“ verkehrte. Diese gab vor, sich entehrt zu fühlen, doch Casanova gelang es, die beiden (wieder) zusammenzubringen. Dass sein Freund Tiretta sich auf diese Art in der gehobenen Gesellschaft der französischen Hauptstadt prostituierte – sein Beiname wurde comte de six coups –, um seinen Lebensunterhalt zu sichern, lässt Casanova deutlich durchblicken, der vom weiteren Schicksal seines Freundes erst sieben Jahre nach dieser Zeit erfuhr.

### Über London nach Java und Bengalen

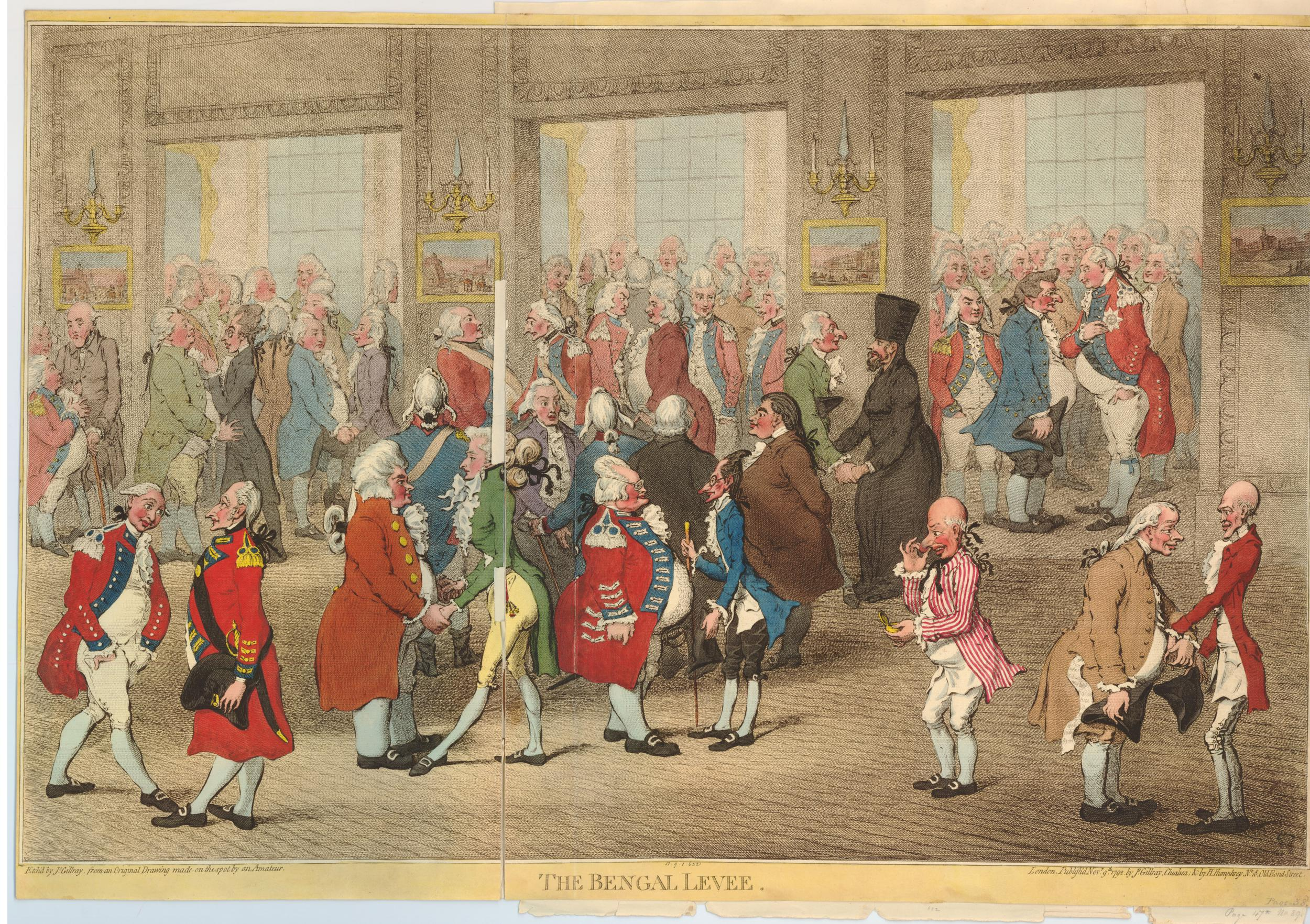
Edoardo Tiretta in einer Karikatur des Engländers James Gillray bei einem Empfang im Government House von Calcutta dargestellt. Er hält die Hände des griechischen Popen Parthanio, der einen hohen braunen Hut trägt, British Museum, 1792. Es ist wohl die einzige Darstellung Tirettas, die man als Porträt betrachten kann; über seine große Nase kursierten Satiren („Nosey Jargon“).

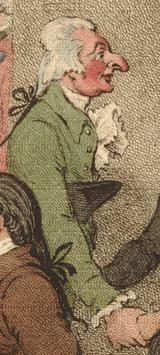
Ausschnitt aus der Karikatur rechts, die Tiretta im Alter von knapp 60 Jahren darstellt

Später ging Tiretta aus wirtschaftlicher Not, aber auch nach einem Duell, aus dem er unverletzt hervorging, nach London, wo er sich als Architekt betätigte. Von dort, wieder mit Unterstützung Casanovas, verließ er Europa und ging 1759 zunächst im Rahmen der Niederländischen Ostindien-Kompanie, nach Batavia auf Java, wo er sich mehrere Jahre verdingte. Er „hatte sich aber in Batavia in eine Verschwörung eingelassen und war nur dadurch dem Strick entgangen, daß er die Flucht ergriffen hatte“, wie Casanova berichtet.
In den frühen 1780er Jahren, spätestens 1782, ging er nach Bengalen und arbeitete für die Britische Ostindien-Kompanie, deren indische Hauptstadt Calcutta war. In dieser schnell wachsenden Stadt wurde er Verantwortlicher für den Haus- und den Straßenbau (Superintendent of Streets and Houses). Bei der Gelegenheit muss er einen Basar erworben oder angelegt haben, wie ein Doktor Busteed notierte. Der Platz, an dem Tiretta lebte, heißt noch immer Tiretta Square. Auch der von ihm gebaute Markt, die älteste Chinatown Indiens, ist unter dem Namen Tiretta Bazaar bekannt. Er hatte den Plan für dieses gewaltige Bauwerk 1782 dem Generalgouverneur vorgelegt. Am 26. September 1782 erhielt Tiretta die Erlaubnis, mit dem Bau zu beginnen. Er war somit nicht nur Architekt, Inspektor über die Bauwerke der Stadt und den dazugehörigen Kataster, sondern er verpachtete auch den von ihm errichteten städtischen Markt. Dort herrschte, wie britische Zeugen berichten, ein in ihren Augen unbeschreibliches Chaos. Auf jeden Falle wurde Edoardo Tiretta sehr vermögend. Tiretta widmete sich neben seinen Aufsichtsaufgaben dem Glücksspiel und der Lotterie, deren Systematik er bei Casanova gelernt hatte, der seinerseits die königliche Lotterie in Paris mit betrieben hatte. So fand in seinem Basar Tiretta’s Lottery statt. Außerdem spekulierte er in größtem Ausmaß mit Immobilien. Schließlich bewarb er sich 1798 erfolglos um die Restaurierung des Writers Buildings von 1777 bei Richard Mornington, dem Bruder Wellingtons, des Siegers von Waterloo. Schließlich wurde er noch zum mapmaker gemacht. Sein letztes Projekt war ein Palast für den Herrscher von Murshidabad, wo einige Bauwerke im Stile Palladios entstanden.
Im Alter von 67 Jahren heiratete er eine 17-jährige Waise namens Angélique de Carrion, Tochter eines französischen Offiziers. Seine junge Frau starb allerdings während der Geburt ihrer gemeinsamen Tochter am 15. Juni 1796. Sie wurde zunächst auf dem französischen Friedhof an der Park Street beigesetzt. Bald hieß das Gebiet Tiretta’s Burial Ground. Zwei Jahre später wurden ihre sterblichen Überreste auf den von Tiretta selbst angelegten Friedhof für europäische Katholiken umgebettet (dieser Friedhof wurde 1977 zerstört). Einige der Inschriften der 180 dort Beigesetzten, die zwischen 1796 und 1894 in Calcutta lebten, einschließlich derjenigen auf dem Grab der Ehefrau Tirettas (Tiretta Angelica de Carrion (1778–1796)), konnten gerettet werden.
William Hickey, ein Brite, berichtet, Tiretta sei in seinen jungen Jahren in Frankreich und in Deutschland gewesen. Auch berichtet er, der Italiener habe in einer belustigenden Mischung aus Englisch, Französisch, Portugiesisch und Hindi gesprochen. Zudem sei er zum Geburtstag des Königs immer in voller, prächtiger Amtskleidung auch bei größter Hitze erschienen.

### Vorbereitungen zur Heimkehr, Testament und Erben
1802 ersuchte Tiretta um die Erlaubnis, in seine Heimatstadt zurückkehren zu dürfen. Schon seit mindestens zehn Jahren hoffte er aus Indien heimkehren zu dürfen, wie eine Notiz Casanovas erweist, der sich demnach auf Veranlassung Tirettas an seinen Freund Pietro Zaguri in der Angelegenheit „Tiretta“ wandte. Dieser schrieb in einem Brief unter dem 12. Mai 1792, wie Casanova überliefert, über den vermögend gewordenen Tiretta: „Le Tiretta de Trévise est encore aux Indes, il est fort riche; il promet de revenir, mais il ne se résout pas, comme beaucoup de gens qui se voient s’enrichir constamment.“ Er sagte zu, nach Italien aufzubrechen, doch, wie viele Menschen, die beständig reicher werden, könne er sich nicht entschließen.
1804 durfte Tiretta mit einer Pension ausgestattet nach Italien heimkehren. Am 23. April 1806 setzte er sein Testament auf, das in den National Archives of Kew, südlich von London, erhalten ist. Darin sind Diamanten, andere Edelsteine und vor allem Schmuckstücke aller Art genannt, aber auch chinesisches Porzellan für die Ausstattung der Tochter. Als Erben werden sein Bruder Pietro, dann Angelica Tiretta, die besagte Tochter Edoardos, die mit ihrem Vater nach Italien gegangen war, sowie Giuseppina Tiretta genannt, die in indischer Kleidung durch Treviso flanierte. Seine Ankunft wurde in der Stadt feierlich begangen. Die Lokalzeitung feierte die Rückkehr von „Odoardo Tiretta“ am 12. Mai 1807. Tiretta wohnte fortan in der Via Sant’Agnese 39.
Das reiche Erbe brachte Tirettas Familie kein Glück. Seine Tochter wurde offenbar um das Erbe geprellt, denn sie konnte ihrer eigenen Tochter kaum Unterstützung angedeihen lassen. Edoardos Bruder Pietro wurde – die genauen Umstände und Motive sind unklar – 1814 in seinem Bett ermordet.